# Давід Жинола
Давід Жинола (фр. David Ginola, нар. 25 січня 1967, Гассен) — французький футболіст, що грав на позиції півзахисника.
Виступав, зокрема, за клуби «Парі Сен-Жермен» та «Тоттенгем Готспур», а також національну збірну Франції.
Дворазовий володар Кубка Франції. Чемпіон Франції. Володар Кубка французької ліги. Володар Кубка англійської ліги. Володар Кубка Інтертото. 

## Клубна кар'єра
У дорослому футболі дебютував 1985 року виступами за команду клубу «Тулон», в якій провів три сезони, взявши участь у 81 матчі чемпіонату. 
Згодом з 1988 по 1992 рік грав у складі команд клубів «Расінг» (Париж) та «Брест».
Своєю грою за останню команду привернув увагу представників тренерського штабу клубу «Парі Сен-Жермен», до складу якого приєднався 1992 року. Відіграв за паризьку команду наступні три сезони своєї ігрової кар'єри. Більшість часу, проведеного у складі «Парі Сен-Жермен», був основним гравцем команди.
Протягом 1995—2002 років грав в Англії, де захищав кольори клубів «Ньюкасл Юнайтед», «Тоттенгем Готспур» та «Астон Вілла». З останнім клубом виборов титул володаря Кубка Інтертото.
Завершив професійну ігрову кар'єру в «Евертоні», за команду якого провів чотири гри 2002 року.

## Виступи за збірну
1990 року дебютував в офіційних матчах у складі національної збірної Франції. Протягом кар'єри у національній команді, яка тривала 6 років, провів у формі головної команди країни 17 матчів, забивши 3 голи.

## Титули і досягнення

### Командні
- Володар Кубка Франції (2):

«Парі Сен-Жермен»:  1992–93, 1994–95
- Чемпіон Франції (1):

«Парі Сен-Жермен»:  1993–94
- Володар Кубка французької ліги (1):

«Парі Сен-Жермен»:  1994–95
- Володар Кубка Футбольної ліги (1):

«Тоттенгем Готспур»: 1998-99
- Володар Кубка Інтертото (1):

«Астон Вілла»:  2001

### Особисті
- Французький футболіст року (2):

1993
- Футболіст року в Англії за версією футболістів ПФА (1):

1999
- Футболіст року в Англії за версією АФЖ (1):

1999